# Piggly Wiggly
Piggly Wiggly ist ein primär im Mittleren Westen und im Süden der USA vertretenes Lebensmitteleinzelhandelsunternehmen mit Sitz in Keene (New Hampshire). Das Unternehmen betrieb 2023 mehr als 600 Filialen in 17 Bundesstaaten, die zum größten Teil in Besitz von Franchisenehmern sind.

## Name
Über die Herkunft des Namens gibt es einige Erzählungen, eine davon ist, dass der Gründer Clarence Saunders während einer Zugfahrt von Terre Haute, Indiana nach Memphis im Jahr 1916 Schweine sah, die Probleme hatten, unter einen Zaun zu schlüpfen. Saunders selbst sagte, er wollte einen Namen der einprägsam und leicht wiederzuerkennen sei. Der Name war auch schwer zu kopieren und machte es einfacher, Nachahmer zu vermeiden.
Der in den 1930er-Jahren aufgenommene Song „Groceries on the Shelf (Piggly Wiggly)“ von Charlie McFadden bezog sich im Titel auf die Supermarktkette.

## Geschichte

### Gründungs- und Wachstumsphase
Der Gründer Clarence Saunders eröffnete seinen ersten Laden am 6. September 1916 in Memphis, Tennessee. Er war der erste komplette Self-Service-Lebensmittelladen Amerikas. Bis dahin gaben Kunden in Lebensmittelgeschäften ihre Bestellungen den Angestellten auf, die dann die Waren aus den Regalen holten. Saunders fand, dass diese Methode zu Zeit- und Kostenverschwendung führte und entwickelte daher eine neuartige Lösung, die die gesamte Lebensmittelindustrie revolutionierte, indem die Kunden sich selbst bedienen konnten. Er bot Einkaufskörbe an und ließ die Kunden diese selbst an den Regalen befüllen, dies war bisher generell unüblich. Er war somit der Wegbereiter des Supermarktes und meldete im Jahr 1917 ein Patent zu self-serving stores an.
Die Verluste, die durch Ladendiebstähle entstanden, wurden durch die Gewinne aus den vermehrten Impulskäufen mehr als ausgeglichen. Andere Mitbewerber experimentierten sofort mit diesem Format, das als „Groceteria“ bekannt wurde und an Cafeterias, eine weitere relativ neue Selbstbedienungsidee, erinnerte.
Bis 1922 wuchs die Kette rasant auf 1.268 Filialen, etwa die Hälfte gehörte dem Unternehmen und die andere Hälfte wurde von Franchisenehmern betrieben.

### Ausstieg des Gründers
Im November 1922 versuchte Saunders, die beträchtlichen Leerverkäufe von Piggly Wiggly an der NYSE zu drücken, indem er massiv Aktien kaufte und dadurch den Aktienkurs von 40c auf 1,20 USD ansteigen ließ. Dies führte zunächst zu einem hohen Buchgewinn von Saunders. Die Börsenaufsicht entschied daraufhin, dass eine absichtliche Verknappung der Aktie von Piggly Wiggly am Markt herbeigeführt worden war (Market Cornering), und nahm die Aktie aus dem Verkehr. Dies zwang Saunders schließlich, sein Vermögen den Banken zu übergeben, die ihn finanziert hatten. Insgesamt soll Saunders bei dem Versuch, die Leerverkäufe zu unterbinden, 9 Millionen US-Dollar verloren haben. Im Frühjahr 1924 war Saunders nicht mehr Besitzer von Piggly Wiggly.
Jedoch fasste Saunder nach dem unfreiwilligen Abgang von Piggly Wiggly schnell wieder in der Branche Fuß und gründete 1928 „Clarence Saunders Sole Owner of My Name Stores“, zu der 1929 unter der verkürzten Firmierung „Sole Owner“, bereits wieder 675 Filialen gehörten. Die Kette ging nach dem Schwarzen Freitag vom 29. Oktober jedoch in den Konkurs. 1935 eröffnete Saunders mit Kedoozle in Memphis eine weitere Supermarktkette, deren Geschäftsidee der Verkauf der Waren durch Automauten in den Geschäftsräumen war. 1953 verstarb Saunders im Alter von 73 Jahren.

### Aufteilung
Nach 1924 wurden die Filialen, die im Unternehmensbesitz waren, in strategische Einheiten unterteilt und an den Wettbewerb verkauft.
Im Jahr 1928 erwarb Kroger eine Mehrheitsbeteiligung an der Piggly Wiggly Corporation und kaufte außerdem etwa 400 Franchise-Filialen, hauptsächlich im Mittleren Westen (einschließlich der ursprünglichen Filialen in Memphis) hinzu. Etwa zur gleichen Zeit erwarb Safeway die meisten Piggly Wiggly-Filialen an der Westküste. Weitere Geschäfte gingen an die National Tea Company und Colonial Stores. 1935 gingen alle 179 kanadischen Piggly Wiggly-Märkte an Canada Safeway (heute Sobeys).

### Kauf durch William R. Lovett
1941 kaufte der Finanzier W. R. Lovett aus Jacksonville, Florida, die Aktienmehrheit an Piggly Wiggly von Kroger. Er war Partner des Börsenmaklerunternehmens Merrill Lynch Pierce Fenner & Smith, an dem er als einer der Hauptaktionäre beteiligt blieb. Von 1928 bis 1944 betrieb er zudem 78 Lebensmittelgeschäfte unter der Firmierung Winn-Lovett Grocery Company, von denen er zunächst 1939 51 % und 1944 die restlichen Anteile an Table Supply verkaufte, welche später zu Winn-Dixie umfirmierten.
Lovett betrieb die Piggly Wiggly Corporation bis zu seinem Tod im Jahr 1978. Zu diesem Zeitpunkt bestand das Unternehmen aus rund 1.000 Geschäften, von denen 200 im Unternehmensbesitz und etwa 800 Franchise-Partner waren. Die gesamten Geschäfte hatten einen Jahresumsatz von 2 Milliarden Dollar.

### Kauf durch Malone and Hyde
1982 kaufte das in Memphis ansässige Lebensmittel-Großhandelsunternehmen Malone and Hyde, Inc. Piggly Wiggly von Ranford und William Lovett Jr., den Söhnen von William Lovett. 1988 wurde Malone and Hyde von The Fleming Companies übernommen. Zu diesem Zeitpunkt war Fleming der größte Lebensmittel-Großhänder der USA. Durch die Übernahme von K-Mart 2001 geriet Fleming jedoch in finanzielle Schwierigkeiten und musste 2003 Insolvenz nach Chapter 11 anmelden.

### Verkauf an C&S Wholesale Grocers
Im Zuge der Insolvenz wurde Piggly Wiggly an C&S Wholesale Grocers, einen weiteren Lebensmittel-Großhändler, für 400 Millionen Dollar verkauft. Somit erhielt C&S die Franchiselizenz für 530 Piggly Wiggly-Filialen.
2021 wurde Piggly Wiggly Midwest von C&S Wholesale Grocers aufgekauft. Elf Läden wurden direkt, die anderen 84 von Franchisenehmern betrieben.

## Trivia
Eine Nachbildung des originalen Ladens wurde im Pink Palace Museum and Planetarium in Memphis, Tennessee angefertigt.
Der US-amerikanische Künstler George Condo malte als Teil seiner Memphis-Serie, bei der er Orte und Themen der Stadt portraitierte, auch einen Anschnitt des  Logos von „Piggly Wiggly“.